# Lépin-le-Lac
Lépin-le-Lac ist eine französische Gemeinde mit 466 Einwohnern (Stand: 1. Januar 2022) im Département Savoie in der Region Auvergne-Rhône-Alpes. Sie gehört zum Kanton Le Pont-de-Beauvoisin im Arrondissement Chambéry und ist Mitglied im Gemeindeverband Le Lac d’Aiguebelette. Die Einwohner werden Lépinois genannt.

## Geographie
Lépin-le-Lac liegt etwa elf Kilometer westsüdwestlich von Chambéry am Lac d’Aiguebelette. Nachbargemeinden von Lépin-le-Lac sind Saint-Alban-de-Montbel im Norden und Nordwesten, Aiguebelette-le-Lac im Norden und Osten, Vimines im Osten und Südosten, Attignat-Oncin im Süden sowie La Bridoire im Westen und Südwesten.

## Bevölkerungsentwicklung
| Jahr                       | 1962 | 1968 | 1975 | 1982 | 1990 | 1999 | 2006 | 2013 |
| -------------------------- | ---- | ---- | ---- | ---- | ---- | ---- | ---- | ---- |
| Einwohner                  | 184  | 168  | 190  | 191  | 255  | 282  | 358  | 451  |
| Quellen: Cassini und INSEE |      |      |      |      |      |      |      |      |

## Sehenswürdigkeiten
- romanische Kirche Sainte-Trinité aus dem 19. Jahrhundert
- Schloss Lépin aus dem 19. Jahrhundert

## Persönlichkeiten
- Claude Burdin (1788–1873), Bergbauingenieur

## Weblinks

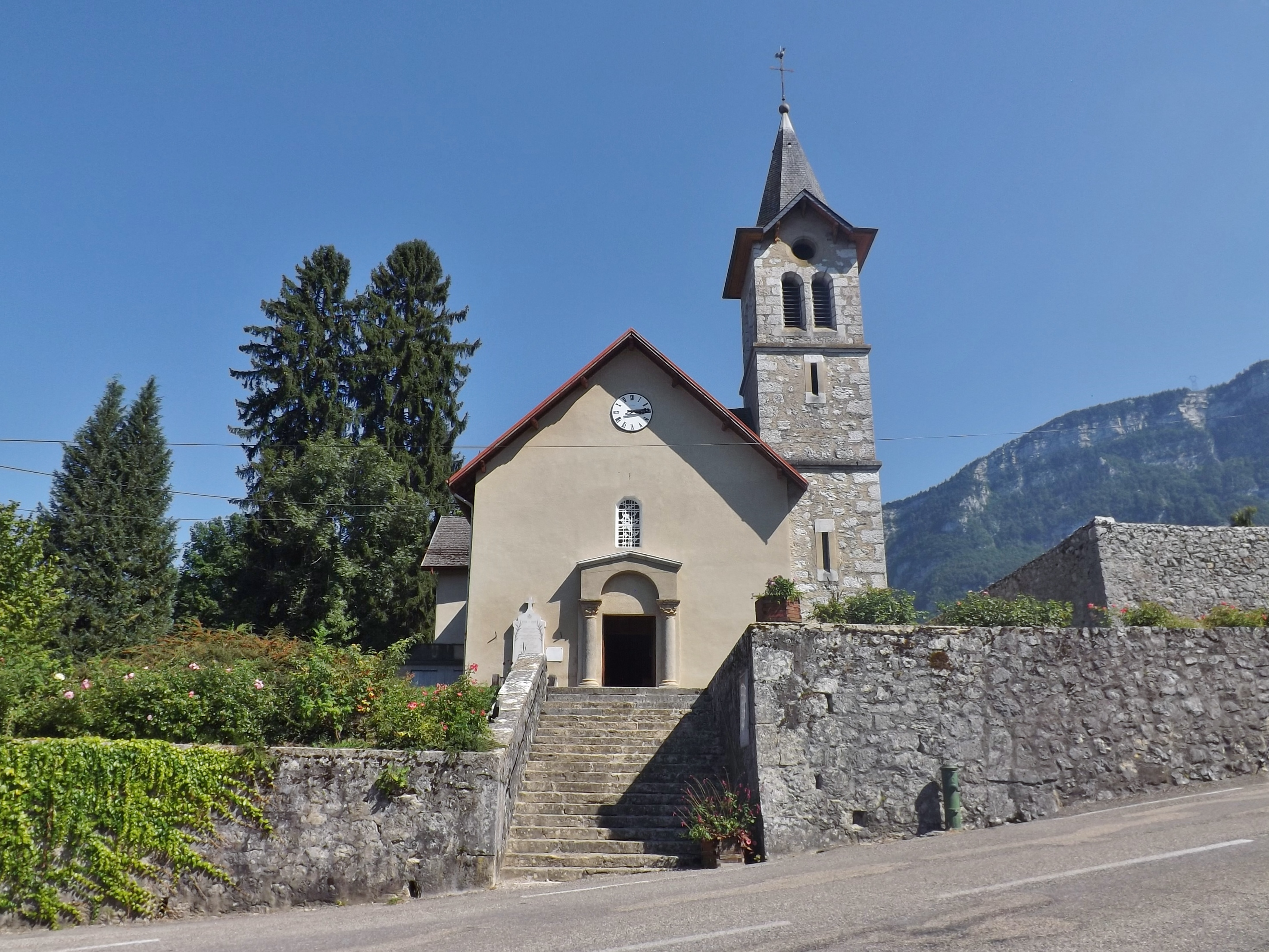
Kirche Sainte-Trinité